# Znowu pakujemy małpy
Znowu pakujemy małpy tyt. oryg. Опет пакујемо мајмуне – czarnogórski film z roku 2004 w reżyserii Mariji Perović.

## Opis fabuły
Pierwszy długometrażowy film czarnogórski zrealizowany po rozpadzie Jugosławii. Współczesna opowieść o małżeństwie, które mieszka w niewielkim wynajętym mieszkaniu. Nebojša jest wiecznie zapracowanym dziennikarzem, który domaga się aby jego żona Jelena robiła wszystko to, co powinna robić tradycyjna kobieta czarnogórska. Jelena studiuje filologię i jest zazdrosna o Nebojszę. Właściciel mieszkania stale miesza się w życie swoich lokatorów i obciąża ich swoimi problemami. Historię mieszkańców domu opowiada mężczyzna, który w wyniku upadku w łazience doznał amnezji.

## Obsada
- Andrija Milošević jako Nebojša
- Branislav Popović jako człowiek z amnezją
- Ivona Čović jako Nata
- Jelena Đokić jako Jelena
- Boro Stjepanović jako Dragoljub
- Dubravka Vukotić jako Dragica